# Fairfield Shipbuilding and Engineering Company
La Fairfield Shipbuilding and Engineering Company (Compagnia di cantieri navali e ingegneria Fairfield), è stata una azienda britannica attiva nell'area di Govan, sul fiume Clyde, in Scozia. Conosciuta anche come Fairfields, fu un importante costruttore navale che produsse navi per la Royal Navy ed altre marine militari durante la prima e la seconda guerra mondiale. Costruì anche transatlantici detentori di record di velocità nelle traversate per le compagnie Cunard e Canadian Pacific. Impegnata anche nella produzione di navi di piccola stazza costruì molti traghetti per il cabotaggio nel canale della manica, nel Bosforo e alcune delle prime navi utilizzate da Thomas Cook per sviluppare la navigazione, anche a scopo turistico, sul Nilo.